# Lachnum lanariceps
Lachnum lanariceps är en svampart som först beskrevs av Cooke & W. Phillips, och fick sitt nu gällande namn av Spooner 1987. Lachnum lanariceps ingår i släktet Lachnum och familjen Hyaloscyphaceae.   Inga underarter finns listade i Catalogue of Life.